# Jüdischer Friedhof (Espelkamp)
Der Jüdische Friedhof Espelkamp ist ein geschütztes Baudenkmal in der Stadt Espelkamp im Kreis Minden-Lübbecke in Nordrhein-Westfalen. Der Friedhof im Ortsteil Altgemeinde Espelkamp an der Straße Auf der Heide ist seit 1987 als Baudenkmal eingetragen. 
Belegt wurde der Friedhof von etwa 1737 bis zum Jahr 1940. Auf ihm befinden sich 77 Grabsteine. Bevor die Nationalsozialisten ab 1933 in Rahden ihr Unwesen trieben, fanden die verstorbenen Juden der Rahdener Synagogengemeinde dort ihre letzte Ruhe.